# Élections sénatoriales de 2017 dans la Loire-Atlantique
Les élections sénatoriales dans la Loire-Atlantique ont lieu le dimanche 24 septembre 2017. Elles ont pour but d'élire les sénateurs représentant le département au Sénat pour un mandat de six années.

## Contexte départemental
Lors des élections sénatoriales de 2011 dans la Loire-Atlantique, cinq sénateurs ont été élus selon un mode de scrutin proportionnel : un EELV, un NC, un UMP et deux PS.
Depuis, tous les effectifs du collège électoral des grands électeurs ont été renouvelés, avec les élections législatives françaises de 2017, les élections régionales françaises de 2015, les élections départementales françaises de 2015 et les élections municipales françaises de 2014.

## Sénateurs sortants
| Sénateur | Sénateur           | Parti | Fonctions lors de l'élection en 2011                                 |
| -------- | ------------------ | ----- | -------------------------------------------------------------------- |
|          | Ronan Dantec       | EELV  | Adjoint au maire de Nantes                                           |
|          | Yannick Vaugrenard | PS    | Conseiller régional                                                  |
|          | Michelle Meunier   | PS    | Conseillère générale, adjointe au maire de Nantes                    |
|          | Joël Guerriau      | UDI   | Conseiller général, maire de Saint-Sébastien-sur-Loire               |
|          | André Trillard     | LR    | Sénateur sortant, conseiller général, maire de Saint-Gildas-des-Bois |

## Présentation des listes et des candidats
Les nouveaux représentants sont élus pour une législature de 6 ans au suffrage universel indirect par les 2 562 grands électeurs du département. Dans la Loire-Atlantique, les sénateurs sont élus au scrutin proportionnel plurinominal. Leur nombre reste inchangé, cinq sénateurs sont à élire et sept candidats doivent être présentés sur la liste pour qu'elle soit validée. Chaque liste de candidats est obligatoirement paritaire et alterne entre les hommes et les femmes. Plusieurs listes seront déposées dans le département. Elles sont présentées ici dans l'ordre de leur dépôt à la préfecture et comportent l'intitulé figurant aux dossiers de candidature.
Les listes présentées ne sont pas les listes officielles et sont susceptibles d'être modifiées jusqu'au dépôt définitif et officiel des listes.

### «Expérience et proximité pour plus de solidarité territoriale» (PS)
| N° | Candidats | Candidats          | Parti | Principale fonction                                                       |
| -- | --------- | ------------------ | ----- | ------------------------------------------------------------------------- |
| 01 |           | Yannick Vaugrenard | PS    | Sénateur sortant                                                          |
| 02 |           | Michelle Meunier   | PS    | Sénatrice sortante                                                        |
| 03 |           | Yves Dauvé         | PS    | Maire de Nort-sur-Erdre                                                   |
| 04 |           | Malika Tararbit    | PS    | Vice-présidente du conseil départemental                                  |
| 05 |           | Jean Charrier      | DVG   | Vice-président du conseil départemental et maire de Saint-Mars-de-Coutais |
| 06 |           | Adeline L'Honen    | PS    | Maire de Batz-sur-Mer                                                     |
| 07 |           | Patrick Mareschal  | PS    | Ancien président du conseil départemental                                 |

### «Vivre nos territoires» (EELV)
| N° | Candidats | Candidats           | Parti | Principale fonction                                              |
| -- | --------- | ------------------- | ----- | ---------------------------------------------------------------- |
| 01 |           | Ronan Dantec        | EELV  | Sénateur sortant, conseiller municipal de Nantes                 |
| 02 |           | Laurence Guillemine | DVG   | Adjointe au maire des Touches                                    |
| 03 |           | Georges Leclève     | DVG   | Maire de Chaumes-en-Retz                                         |
| 04 |           | Jocelyne Poulin     | DVG   | Maire de Saffré                                                  |
| 05 |           | Benoît Couteau      | DVG   | Maire de Monnières                                               |
| 06 |           | Claire Tramier      | EELV  | Conseillère départementale, adjointe au maire de Lavau-sur-Loire |
| 07 |           | Nicolas Ouadert     | DVG   | Maire du Gâvre                                                   |

### «La Loire-Atlantique en marche!» (LREM)
| N° | Candidats | Candidats              | Parti | Principale fonction                            |
| -- | --------- | ---------------------- | ----- | ---------------------------------------------- |
| 01 |           | Valérie Sauviat-Duvert | LREM  | Conseillère municipale de Guérande             |
| 02 |           | Jean-Michel Tobie      | LREM  | Maire d'Ancenis                                |
| 03 |           | Véronique Stéphan      | DVC   |                                                |
| 04 |           | Christian Ardouin      | LREM  | Adjoint au maire d'Orvault                     |
| 05 |           | Laure Brunschvicg      | DVC   |                                                |
| 06 |           | Damien Humeau          | LREM  | Conseiller municipal de Saint-Aignan-Grandlieu |
| 07 |           | Christine Blanchet     | DVC   |                                                |

### «Loire-Atlantique, territoires dynamiques et solidaires» (UDI)
| N° | Candidats | Candidats           | Parti | Principale fonction                                  |
| -- | --------- | ------------------- | ----- | ---------------------------------------------------- |
| 01 |           | Joël Guerriau       | UDI   | Sénateur sortant, maire de Saint-Sébastien-sur-Loire |
| 02 |           | Claire Theveniau    | DVD   | Maire de Puceul                                      |
| 03 |           | Yves Métaireau      | LR    | Maire de La Baule-Escoublac                          |
| 04 |           | Françoise Relandeau | DVD   | Maire de Saint-Hilaire-de-Chaléons                   |
| 05 |           | Jean-Guy Cornu      | UDI   | Maire d'Aigrefeuille-sur-Maine                       |
| 06 |           | Édith Marguin       | DVD   | Maire de Noyal-sur-Brutz                             |
| 07 |           | Maurice Perrion     | UDI   | Maire de Ligné                                       |

Le Mouvement démocrate soutient cette liste.

### «L'Union pour la Loire-Atlantique» (Les Républicains)
| N° | Candidats | Candidats         | Parti | Principale fonction                                                   |
| -- | --------- | ----------------- | ----- | --------------------------------------------------------------------- |
| 01 |           | Christophe Priou  | LR    | Conseiller régional                                                   |
| 02 |           | Laurence Garnier  | LR    | Vice-présidente du conseil régional, conseillère municipale de Nantes |
| 03 |           | Alain Hunault     | LR    | Maire de Châteaubriant                                                |
| 04 |           | Charlotte Luquiau | DVD   | Conseillère départementale                                            |
| 05 |           | Sylvain Scherer   | DVD   | Maire de Frossay                                                      |
| 06 |           | Yolande Dubourg   | UDI   | Adjointe au maire de Blain                                            |
| 07 |           | Richard Nicolleau | LR    | Adjoint au maire de Carquefou                                         |

### «SénAtlantique 44» (DVD)
| N° | Candidats | Candidats         | Parti  | Principale fonction                 |
| -- | --------- | ----------------- | ------ | ----------------------------------- |
| 01 |           | Dominique Anée    | 577-LI |                                     |
| 02 |           | Stéphanie Léauté  | UDI    |                                     |
| 03 |           | Antoine Lépine    | NC     |                                     |
| 04 |           | Christine Ansquer | DVD    | Conseillère municipale de Carquefou |
| 05 |           | Antoine Nivard    | 577-LI |                                     |
| 06 |           | Mariette Guery    | DVD    |                                     |
| 07 |           | Pascal Molinié    | UDI    | Conseiller municipal de Carquefou   |

### «Dialogue et progrès en Loire-Atlantique» (LR)
| N° | Candidats | Candidats           | Parti | Principale fonction                              |
| -- | --------- | ------------------- | ----- | ------------------------------------------------ |
| 01 |           | André Trillard      | LR    | Sénateur sortant, maire de Saint-Gildas-des-Bois |
| 02 |           | Isabelle Grousseau  | LR    | Adjointe au maire de Thouaré-sur-Loire           |
| 03 |           | Pierre Bertin       | LR    | Conseiller départemental, maire du Landreau      |
| 04 |           | Nathalie Le Berre   | DVD   | Adjointe au maire de Saint-Brevin-les-Pins       |
| 05 |           | Jean Perraud        | DVD   | Maire de Conquereuil                             |
| 06 |           | Christine Dobraszak | DVD   | Conseillère municipale de Saint-Jean-de-Boiseau  |
| 07 |           | Patrick Girard      | LR    | Conseiller départemental                         |

### «Liste bleu marine pour la défense de nos communes et de nos départements» (FN)
| N° | Candidats | Candidats           | Parti | Principale fonction                   |
| -- | --------- | ------------------- | ----- | ------------------------------------- |
| 01 |           | Alain Avello        | FN    | Conseiller régional                   |
| 02 |           | Éléonore Revel      | FN    |                                       |
| 03 |           | Gauthier Bouchet    | FN    | Conseiller municipal de Saint-Nazaire |
| 04 |           | Brigitte Nédélec    | FN    | Conseillère régionale                 |
| 05 |           | Jean-Marc Beauvais  | FN    |                                       |
| 06 |           | Dominique du Tertre | FN    |                                       |
| 07 |           | Ambroise Savatier   | FN    |                                       |

## Résultats
| Tête de liste                                                            | Tête de liste            | Liste                                     | Voix  | %     | Élus |
| ------------------------------------------------------------------------ | ------------------------ | ----------------------------------------- | ----- | ----- | ---- |
|                                                                          | Yannick Vaugrenard       | Parti socialiste                          | 635   | 23,04 | 2    |
| Expérience et proximité pour plus de solidarité territoriale             |                          |                                           | 635   | 23,04 | 2    |
|                                                                          | Joël Guerriau            | Union des démocrates et indépendants (LR) | 563   | 20,43 | 1    |
| Loire-Atlantique, territoires dynamiques et solidaires                   |                          |                                           | 563   | 20,43 | 1    |
|                                                                          | Ronan Dantec             | Divers gauche (EÉLV)                      | 484   | 17,56 | 1    |
| Vivre nos territoires                                                    |                          |                                           | 484   | 17,56 | 1    |
|                                                                          | Christophe Priou         | Les Républicains (UDI)                    | 462   | 16,76 | 1    |
| L'Union pour la Loire-Atlantique                                         |                          |                                           | 462   | 16,76 | 1    |
|                                                                          | Valérie Sauviat          | La République en marche                   | 312   | 11,32 | 0    |
| La Loire-Atlantique en marche !                                          |                          |                                           | 312   | 11,32 | 0    |
|                                                                          | André Trillard           | Divers droite (LR)                        | 245   | 8,89  | 0    |
| Dialogue et progrès en Loire-Atlantique                                  |                          |                                           | 245   | 8,89  | 0    |
|                                                                          | Alain Avello             | Front national                            | 40    | 1,45  | 0    |
| Liste bleu marine pour la défense de nos communes et de nos départements |                          |                                           | 40    | 1,45  | 0    |
|                                                                          | Dominique Anée           | Divers droite (577-LI - UDI)              | 15    | 0,54  | 0    |
| SénAtlantique 44                                                         |                          |                                           | 15    | 0,54  | 0    |
|                                                                          |                          |                                           |       |       |      |
| Suffrages exprimés                                                       | Suffrages exprimés       | Suffrages exprimés                        | 2 756 | 97,14 |      |
| Votes blancs                                                             | Votes blancs             | Votes blancs                              | 58    | 2,04  |      |
| Votes nuls                                                               | Votes nuls               | Votes nuls                                | 23    | 0,81  |      |
| Total                                                                    | Total                    | Total                                     | 2 837 | 100   | 5    |
| Abstention                                                               | Abstention               | Abstention                                | 19    | 0,67  |      |
| Inscrits / participation                                                 | Inscrits / participation | Inscrits / participation                  | 2 856 | 99,33 |      |

### Sénateurs élus
| Sénateur | Sénateur           | Parti |
| -------- | ------------------ | ----- |
|          | Ronan Dantec       | EELV  |
|          | Yannick Vaugrenard | PS    |
|          | Michelle Meunier   | PS    |
|          | Joël Guerriau      | UDI   |
|          | Christophe Priou   | LR    |